# Østlandet
Østlandet (bokmål), Austlandet (nynorsk) – region geograficzny w południowo-wschodniej części Norwegii, obejmujący siedem okręgów: Innlandet, Oslo, Vestfold, Telemark, Akershus, Buskerud oraz Østfold. Østlandet graniczy z norweskimi regionami: Sørlandet na południowym zachodzie, Vestlandet na zachodzie i Trøndelag na północy, oraz ze szwedzkimi regionami: Jämtland na północnym wschodzie, Dalarna i Värmland na wschodzie oraz Västra Götaland na południowym wschodzie. Zajmuje łączną powierzchnię 94 575 km² i liczy 2 593 085 mieszkańców (2015). Spośród 142 gmin wchodzących w skład regionu, 42 mają status miasta. Największe to Oslo, Bærum, Drammen, Fredrikstad i Asker.
Nazwa regionu oznacza wschodni kraj, wschodnie ziemie. Nazwa została ukształtowana na wzór starszej nazwy Vestlandet, określającej południowo-zachodnią część Norwegii.

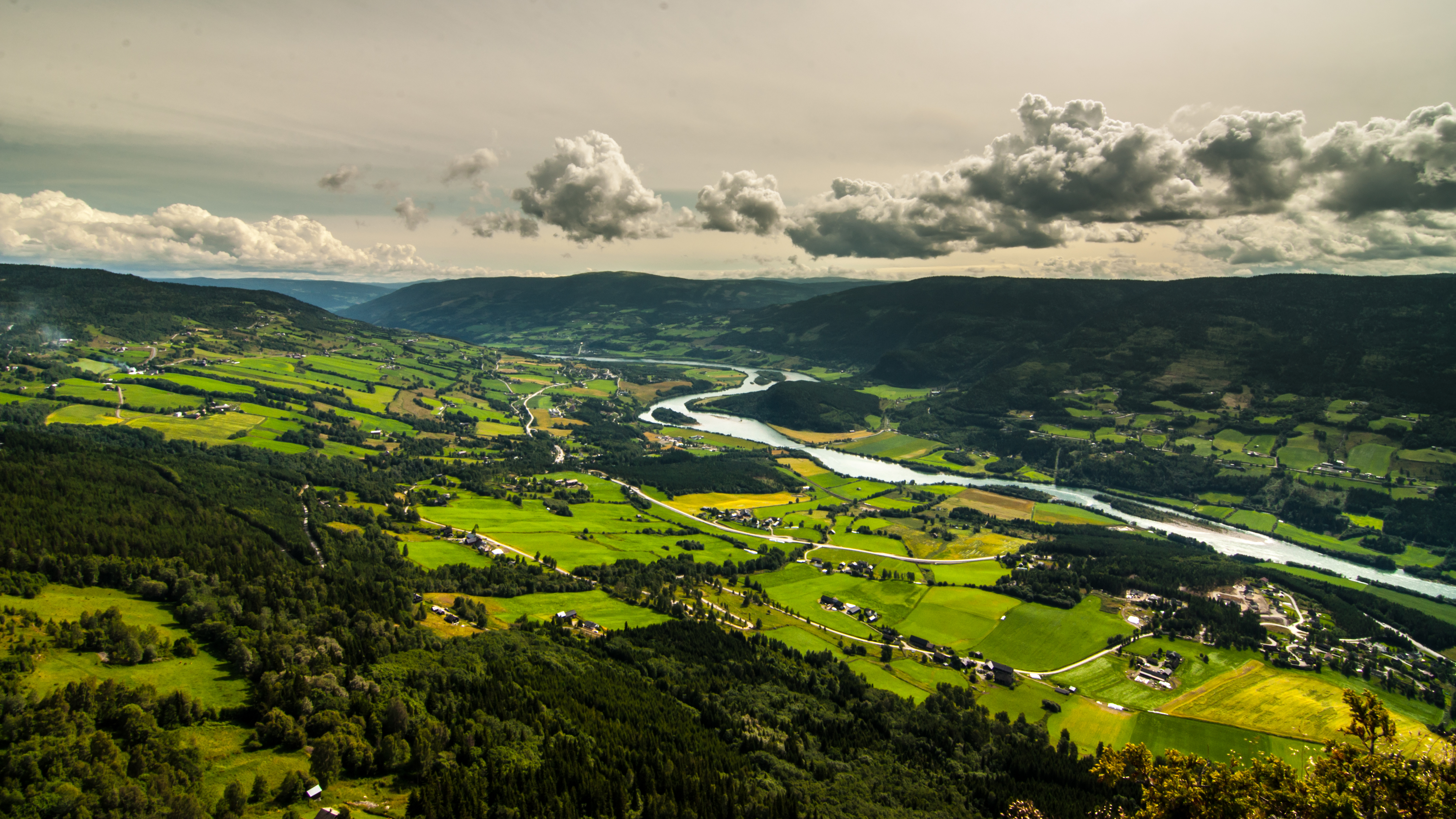
Dolina Gudbrandsdalen
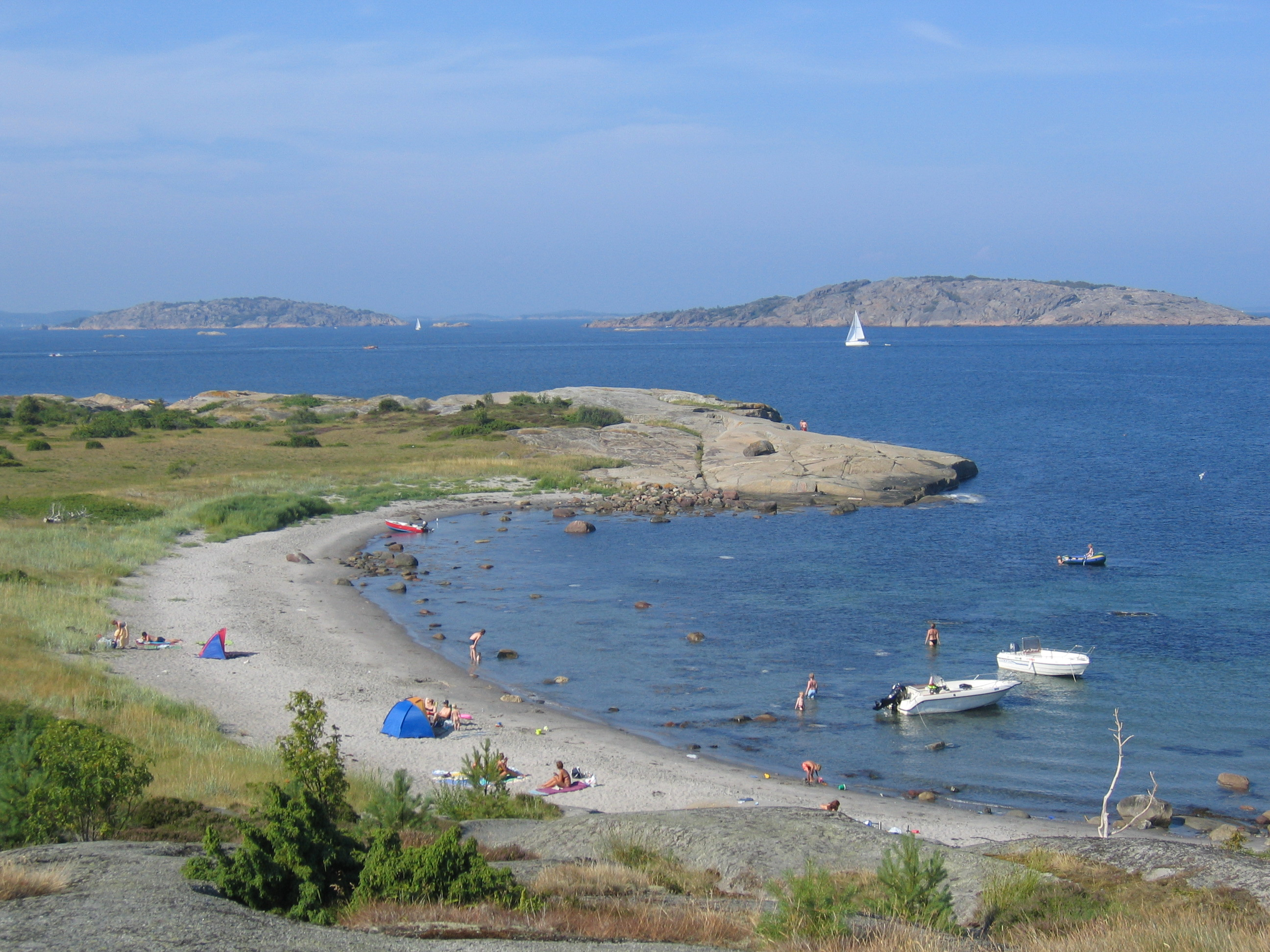
Plaża w Tjøme